# 東京都交通局8500形電車
東京都交通局8500形電車（とうきょうとこうつうきょく8500がたでんしゃ）は、1990年（平成2年）に登場した東京都交通局の路面電車（都電）車両。

## 概要
老朽化した車両の置き換え、および都電荒川線の活性化とイメージアップを目的に、1990年から1993年（平成5年）にかけて5両（8501 - 8505）が製造された。都電では1962年（昭和37年）登場の7500形以来、大規模な路線廃止もあり新型形式が登場しなかったことから、実に28年ぶりの新型車両となった。
登場当初は6000形6152（イベント用、2001年廃車）を除く荒川線の全車両を本形式で置き換える計画であったが、交通局の財政難などの理由から5両で製造が打ち切られ、7000形の一部を代替するに留まった。

## 車体構造
車体は全鋼製軽量構造によるもので、従来の7000形や7500形よりも車体の窓を大きくし、塗装もそれまでの都電と異なるパールホワイトをベースに車体下部に緑の帯を配するなど、明るくスマートなイメージを強調した。走行機器には、都電では5500形5507号車以来となるWN駆動方式と初のVVVFインバータ制御を採用した。全長も5000形以来の13メートル級となり、以後に荒川線に投入された新造車両はこの全長を採用している。
運転台には1軸2ハンドル式マスコンを装備した。集電装置にはZパンタグラフを採用している。
行先表示器は、正面が字幕式、側面がLED式である。この形式から落成と同時にLED式車内案内表示器が1両につき4か所設置され、それぞれ運転席裏側と降車口上部に2か所ずつ設置されている。運転席裏側のものは乗車マナーなどを、降車口上部のものは駅名などを表示する。また、運転席裏側のものはデジタル時計（8501号を除く）を、降車口上部のものは地図式表示器を併設していたが、後者は後に使用されなくなった。
荒川線の車両としては初めて、登場当初から自動案内放送を流している。当時の荒川線の車内放送は男声のテープで流されていたが、本形式は当初から女声による音声合成方式となった。他形式も1991年後期から女声のテープとなっている。
スムーズな乗降を図るため、乗車口を1,000mmの片開きドア、降車口を1,200mmの両開きドアとし、降車口周辺を運転台のモニタで監視できるよう収納式のITVカメラが設置された。また、客室内の座席は8501と8502がロングシートと進行方向右前部それぞれ1人掛け前向き座席の組み合わせのシート配置が、3次車の8503〜8505では逆集団見合い型配置の1人掛け座席がそれぞれ採用されている。床面高が他形式より30mm高いため、停留所によってはホームとの段差が生じることがある。

## 増備
1992年（平成4年）に8502・8503、1993年（平成5年）に8504・8505のそれぞれ2両ずつが増備された。この増備車4両は前照灯と尾灯の形状変更と停止灯の形状変更など前面の一部設計を変更したためフロントマスクの印象が変わった。また新たにステンレス製の東京都シンボルマークを装着した（8502・8503落成時に8501にも装着）。車内は座席配置が変更され、8502では車椅子スペースの補助席をクロスシートに、8503 - 8505では補助席のみロングシートとし、それ以外はクロスシートとした。車内中央部には折りたたみ式の補助椅子が設けられていたが、後年撤去された。8501で採用された降車口監視用のITVカメラは廃止された。
8501で採用された1軸2ハンドルマスコンは、加減速を頻繁に行う荒川線では運転操作しにくいなどといった理由から、8502以降の増備車に関しては縦軸2ハンドル式が採用され、8501も1992年初頭に2ハンドル式に改造されている。
5両（8501 - 8505）が荒川電車営業所に在籍する。

## 改造

### 集電装置のシングルアーム型への換装
従来のZパンタグラフ型から、9000形・8800形で用いられているシングルアーム型への換装が行われており、2011年4月時点で8502・8505を除く3両で施工済であったが、現在は全5両で施工済である。

### 表示器類の交換
2011年（平成23年）より車両内・外に設置されている表示器類の交換工事が行われた。施工内容は、前面行先表示器のLED化と側面行先表示器の書体の変更、車内運転席裏側のLED式車内案内表示器の交換（7000形と同型）、降車口上部の車内案内表示器の撤去、自動案内放送の交換（8800形と同型）で、8505号車（2011年1月）→8503号車（2011年2月）→8504号車（2011年3月）→8502号車（同）→8501号車（2012年3月）の順に施工された。

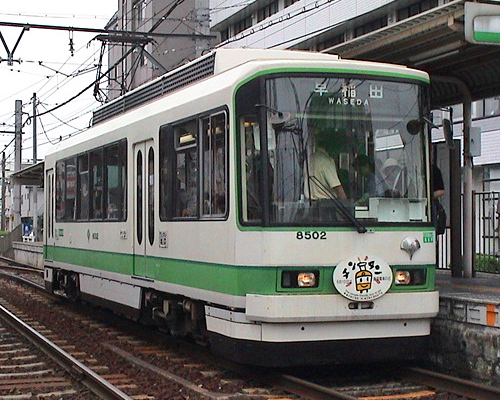
字幕式行先表示器時代の8502 （2003年6月15日、荒川車庫前停留場）
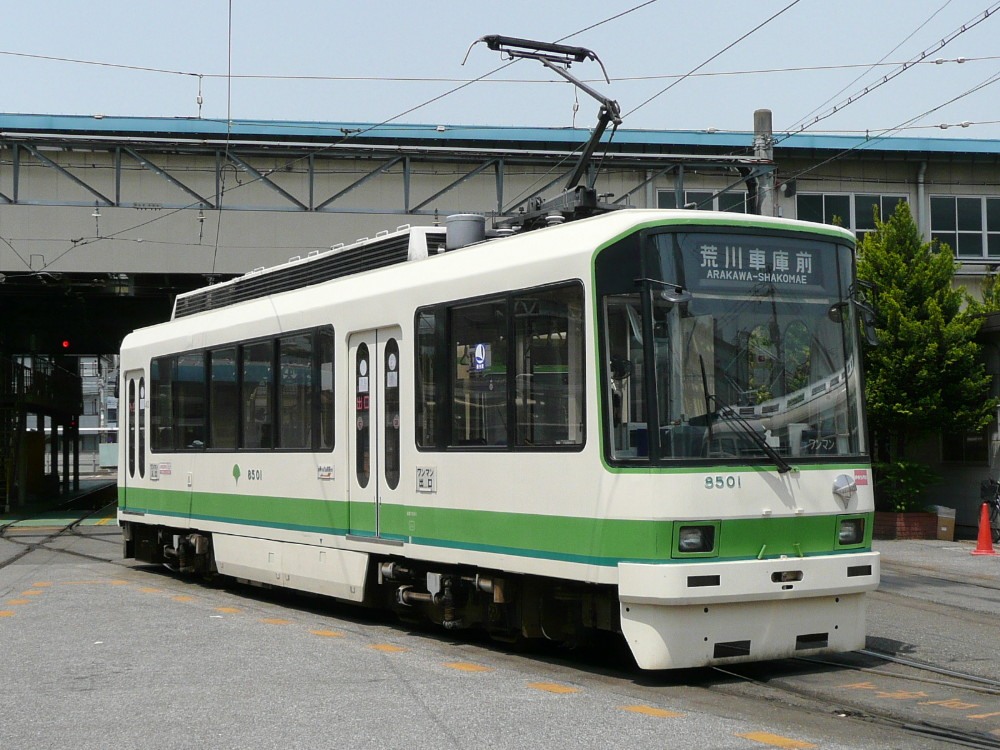
他車と外観が異なる8501 （2007年5月27日、荒川電車営業所）
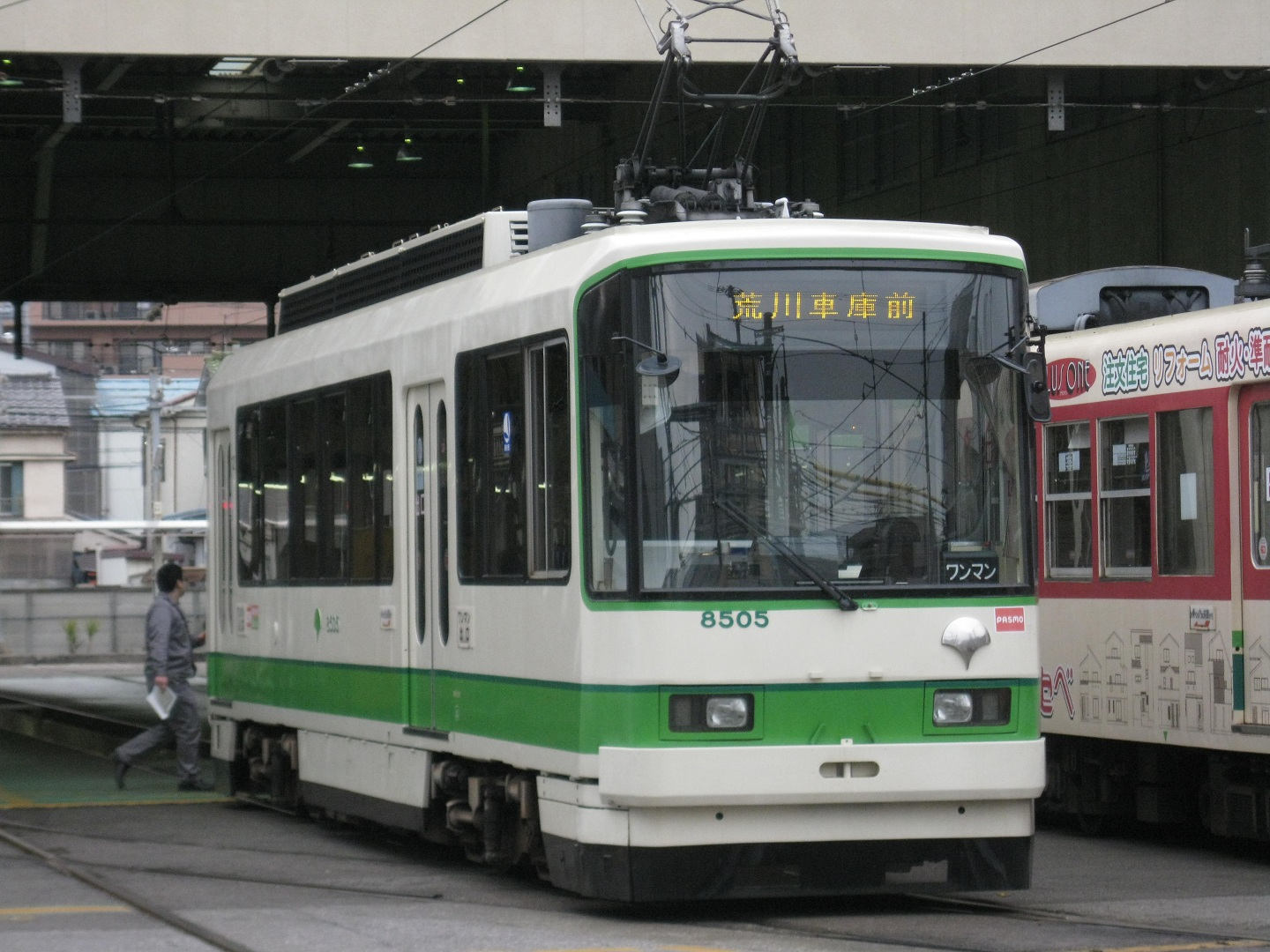
修繕工事を終えた8505 （2011年2月、荒川電車営業所）
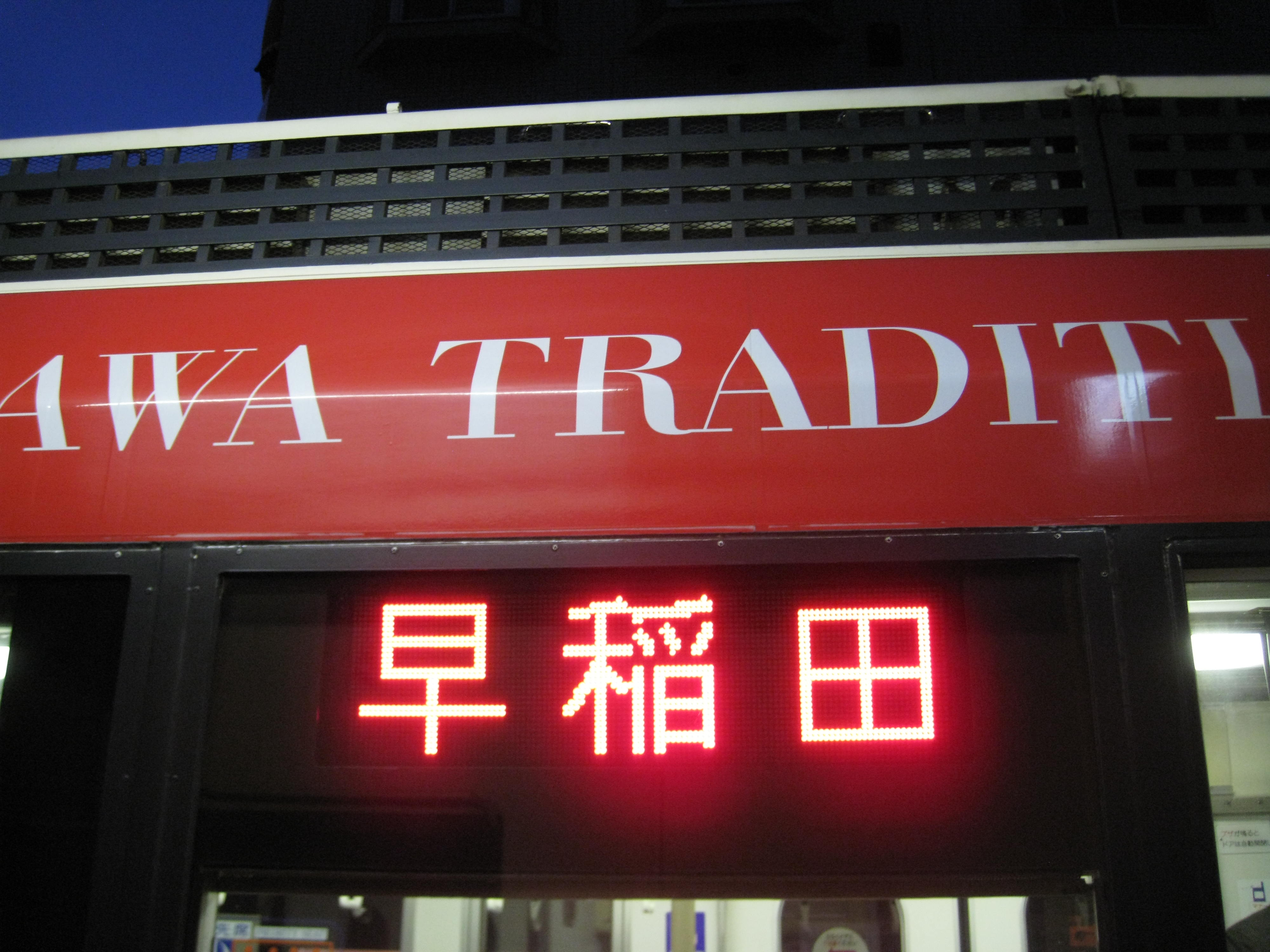
側面行先表示器もゴシック体に変更されている （2011年2月19日、新庚申塚停留場）

### 走行機器類の更新
2013年度以降、VVVFインバータ装置や主電動機などの走行機器類を、従来の三菱電機製GTOから8900形等と同じ東洋電機製造製IGBTへ更新する工事が順次行われた。2013年度に1両、2014年度に2両の更新が完了し、2017年度以降に残りの2両が更新されている。

### リニューアル
東京都交通局は2025年5月20日、8500形のうち1両を「楽しい都電」をコンセプトとして水戸岡鋭治のデザインによりリニューアルし、2026年春に営業運転開始することを発表した。改装費用の一部はクラウドファンディングで調達する。

## ラッピング広告について
2000年（平成12年）の荒川線ラッピング広告開始以降、本形式は広告車の対象にしていなかったが、2009年6月29日から8503と8505に警視庁のラッピング広告が施された。一時期8501以外の車両が警視庁のラッピング車両となっていたが、2010年9月に8503が一般スポンサー（演歌歌手・山川豊デビュー30周年シングル「わが娘へ」／「喜びの日に」のプロモーション）のラッピング車となった。その後8503は他の一般スポンサー（あらかわの伝統技術伝）のラッピング車となっている。